# High on emotion
High on emotion is een single van Chris de Burgh. Het is afkomstig van zijn album Man on the line.
In High on emotion is Chris de Burgh in de zevende hemel voor wat betreft de liefde ("My heart is burning like fire"). Ook Much more than this heeft liefde als thema.
De single verkocht (net zoals het bijbehorende album) goed in Duitssprekende landen, maar scoorde ook goed in Frankrijk:
- Nederland en België kennen geen notering
- Duitsland: 18 weken notering met plaats 12 als hoogste
- Ierland: 3 weken notering met plaats 5 als hoogste
- Frankrijk: 14 weken notering met plaats 4 als hoogste
- Oostenrijk: 6 weken notering met plaats 12 als hoogste
- Verenigd Koninkrijk: 5 weken notering met 44 als hoogste
- Verenigde Staten: 13 weken notering met 44 als hoogste
- Zwitserland: 16 weken notering met plaats 5 als hoogste